# Lampris guttatus
Lampris guttatus és una espècie peix lampridiforme gran i acolorit que pertany a la família dels làmprids, que inclou el gènere Lampris, que al seu torn conté dues espècies vives. És un peix pelàgic que es distribueix a tot el món. Mentre és comú en llocs com Hawaii i l'oest d'Àfrica, és poc comú en altres parts, com al Mediterrani. En els llocs en els que L. guttatus és predominant, no és objectiu de la pesca, tot i que representa un component comercial important de la captura accessòria.

## Etimologia
El nom del gènere Lampris prové de la paraula grega lampros, que vol dir "brillant" o "clar", mentre el nom llatí de l'espècie guttatus vol dir tacat i fa referència al cos ple de taques d'aquest peix.

## Descripció

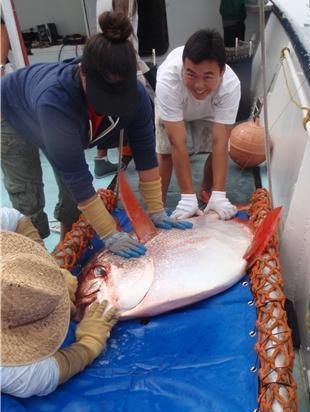
Investigadors analitzant i posteriorment alliberant un L. guttatus a Califòrnia.

Lampris guttatus és un peix gran i de forma discoïdal i atractiva i coloració cridanera. Acostumen a assolir una llargària màxima de 2 metres i un pes màxim d'uns 270 kg.
El cos és de color blau acer que passa a rosat a la panxa, amb taques blanques i ratlles irregulars que cobreixen els costats.
La porció anterior de l'aleta dorsal està molt allargada, presentant un perfil en forma de falç semblant al de les aletes pelvianes. L'aleta anal és tan alta i llarga com la porció curta de l'aleta dorsal. El musell és punxegut i la boca petita i sense dents. La línia lateral forma un arc alt per sobre de les aletes pectorals abans de baixar fins al peduncle caudal.
Lampris guttatus és l'únic peix conegut que és totalment de sang calenta. La majoria de peixos són de sang freda. Alguns han desenvolupat trets de sang calenta localitzats com la tonyina, que només té uns músculs concrets que es mantenen a una temperatura constant. Tanmateix, Lampris guttatus, és completament de sang calenta, fet que li proporciona un major avantatge en les profunditats en les que viu. Atès que a aquestes fondàries tenen la sang a una temperatura relativament més elevada que l'aigua que els envolta, es poden moure més ràpidament per a capturar preses. La majoria de depredadors a aquestes profunditats no tenen l'energia per moure's gaire i, per tant, s'han de quedar quiets esperant que la presa passi a prop seu.